# Bitwa pod Salichą
Bitwa pod Salichą – bitwa stoczona 26 maja 1863 pomiędzy polskimi oddziałami powstańczymi dowodzonymi przez generała Edmunda Różyckiego a rosyjskim oddziałem karnym z kapitanem Łomonosowem na czele. Jedno z najbardziej błyskotliwych zwycięstw oręża polskiego w czasie tak zwanej „Kampanii Różyckiego” i całego powstania styczniowego.

## Przyczyny bitwy
Umowa, jaką zawarł dowódca mającej się tworzyć partyzantki powstańczej na Ukrainie, generał Edmund Różycki, z powołanym przez Rząd Narodowy w Warszawie na wodza naczelnego ziem ruskich, generałem Józefem Wysockim, uzależniała wybuch powstania od przysłania przez tego ostatniego silnych posiłków z terenów wschodniej Galicji. Wybuch powstania wyznaczono na datę 8 maja. Tegoż dnia generał Różycki na czele roty kawalerii wyruszył z Żytomierza w stronę Galicji, licząc na rychłe wsparcie Wysockiego, co jednak nie następowało. Czas mijał, i mimo iż Złota Hramota przyjmowana była życzliwie, oddział Różyckiego nie powiększał się liczebnie, a wszystkie pozostałe partyzantki, w tym kijowska zostały rozbite w przeciągu niespełna dwóch tygodni. Sytuacja pomału stawała się dramatyczna, ponieważ na znajdującego się w okolicach Starokonstantynowa Różyckiego maszerowały w pewnym momencie trzy oddziały rosyjskie, co w każdej chwili mogło zakończyć się dla jazdy wołyńskiej całkowitą klęską. 26 maja, mając odciętą drogę odwrotu, stojąc niedaleko wsi Salicha, natknęła się ona na znacznie liczniejszy oddział rosyjski.

## Przebieg bitwy
Według Mariana Dubieckiego, sekretarza Rusi w Rządzie Narodowym, autora szkicu biograficznego o Edmundzie Różyckim, w bitwie pod Salichą po stronie polskiej walczyło około 260 osób (5 szwadronów, z czego trzy niekompletne). Informacje tę potwierdza Franciszek Rawita-Gawroński, autor monumentalnego dzieła Rok 1863 na Rusi. Rosjanie dysponowali trzema rotami piechoty i 120 kozakami, w sumie 720 ludźmi, czyli siłami trzykrotnie większymi od polskich. Ustawiwszy swoje wojsko w dwuszeregu, zanim rosyjska piechota zdążyła zsiąść z wozów, Różycki wydał swoim szwadronom rozkaz ataku. Te, mimo iż musiały przebiec około kilometra pod ogniem tyralierów, dosłownie wyrąbały sobie drogę lancami, rozbijając doszczętnie czworobok, w którym ustawił się nieprzyjaciel. Do anegdotycznych należy opowieść o kapitanie Michnowie, dowódcy drugiej kompanii, który ze strachu przed Polakami schronił się pod mostem znajdującym się we wsi. Po pewnym czasie nadeszły posiłki rosyjskie w sile 3 rot (600 ludzi), jednakże widząc ogrom klęski, nie odważyły się one atakować powstańców, którzy w dwa dni później, nie doczekawszy się odsieczy, weszli na terytorium austriackie, gdzie Różycki zarządził rozwiązanie oddziału.

## Znaczenie bitwy
Jakkolwiek kampania Różyckiego nie przyniosła Polsce upragnionej niepodległości, znaczenie jej było ogromne: jazda wołyńska dosłownie „schodziła ze sceny niepokonana”, stoczywszy 8 potyczek, z których bitwa pod Salichą, przez rozmiary i przewagę wojsk nieprzyjacielskich, weszła do historii powstania styczniowego na równi ze starciami pod Chruśliną czy Żyrzynem. Wpisuje się ona w szeroki kontekst walki z rosyjską okupacją, stanowiąc dla przyszłych pokoleń wzór męstwa i odwagi.